# Kimmpolder
De Kimmpolder is een voormalig waterschap in de provincie Groningen.
In de driehoek tussen het Damsterdiep (tussen Oosterdijkshorn en Ten Post), de Ten Poster Ae (globaal tussen Ten Post en Woltersum) en het Lustigemaar (tussen Woltersum en Oosterdijkshorn) lagen zes kleine waterschappen. Aan de oostkant hiervan lag de Kimmpolder, die één ingeland had, die tussen de Woldringpolder in het noorden en de Van Timmerenpolder in het zuiden lag. De polder zelf was zo'n 950 m lang en zo'n 400 m breed. De molen van het schap sloeg uit op de Ten Poster Ae.
De andere polders in het gebied waren:
- Reddingiuspolder
- De Hoop
- Tuiningapolder
- Woldringpolder
- Van Timmerenpolder

Waterstaatkundig gezien ligt het gebied sinds 2000 binnen dat van het waterschap Noorderzijlvest.